# Brid Brennan
Brid Brennan es una actriz y activista irlandesa que trabaja como coordinadora del programa Regionalismos Alternativos del Transnational Institute.

## Breve biografía profesional
Brid Brennan es una activista irlandesa que actualmente trabaja como coordinadora del programa Regionalismos Alternativos del Transnational Institute de Ámsterdam. 
Brennan nació en Irlanda pero desde muy joven se trasladó a las Filipinas, donde trabajó durante muchos años. 
Cuando regresó a Europa, cofundó el Centro Europeo de Solidaridad con las Filipinas y RESPECT, una red europea contra el racismo y a favor de los derechos de los inmigrantes del sector doméstico. 
Brennan es también editora de libros como Asia Europe Crosspoints (con Paul Scannell; TNI, 2002) y Melting the Iceberg: Ending the Cold War in the Korean Peninsula & the Search for Global Peace (TNI/Focus, 2001).